# Posušje
Posušje is een plaats en gemeente in Bosnië en Herzegovina, gelegen in het kanton West-Herzegovina van de Federatie van Bosnië en Herzegovina.

## Demografie

### 1971
In 1971 had de gemeente 16.882 inwoners, waarvan 16778 (99.38%) Kroaten waren.

### 1991
In 1991 had de gemeente 16.659 inwoners, waarvan 99.47% Kroatisch waren.
De plaats Posušje had 3827 inwoners waarvan 99.89% Kroatisch was.

## Geschiedenis
Er zijn hier al nederzettingen van voor dat de Kroaten hier kwamen, toen de Illyriërs het gebied bewoonden. De Kroaten kwamen in dit gebied in de achtste eeuw.
Historische bronnen noemen Posusje voor het eerst in 1378 toen het nog deel uitmaakte van de Kroatische Personele Unie met Hongarije. Kort nadat het deel uit ging maken van het Bosnische Koninkrijk begon de Ottomaanse invasie van Bosnië, in 1463, en in 1493 viel Posušje onder de Ottomaanse heerschappij. In 1878, trok het Ottomaanse Rijk zich terug na het Congres van Berlijn, waardoor het gebied onder Oostenrijk-Hongarije viel. Na de Eerste Wereldoorlog, maakte Posušje deel uit van het Koninkrijk Joegoslavië, waar het deel uitmaakte van de Primorska Banovina (provincie). In 1939 werden de banovinas bij elkaar gevoegd en ontstond zo de Banovina van Kroatië. Van 1941 tot 1945 maakte de stad deel uit van de Onafhankelijke Staat Kroatië.
Met het einde van de Tweede Wereldoorlog, viel Posušje weer onder de unie van Joegoslavië, als deel van Bosnië en Herzegovina. In 1992 werd de republiek Bosnië en Herzegovina onafhankelijk, maar er werden intense etnische conflicten gevoerd in dit gebied tot 1995. Gedurende de laatste jaren van de Bosnische Oorlog, was de Generale Staf van het Bosnisch-Kroatische leger in Posušje.

## Zvuci s Kamena
De stad was vroeger bekend om zijn folklore festival Zvuci s Kamena, dat jaarlijks werd gehouden sinds 1975. Het festival werd niet gehouden sinds de Joegoslavische oorlogen van de jaren negentig, maar wordt sinds 2005 weer jaarlijks gehouden in de 8ste maand van het jaar.

## Sport
De plaatselijke voetbalclub is NK Posušje.